# Afroneta fusca
Afroneta fusca là một loài nhện trong họ Linyphiidae.
Loài này thuộc chi Afroneta. Afroneta fusca được Merrett miêu tả năm 2004.